# Jamie Brooks
Jamie Brooks (Inglaterra, 4 de junho de 1982) é uma atriz pornográfica britânica. Começou sua carreira em 2003, quando tinha 21 anos de idade.

## Prêmios e indicações
- 2006: AVN Award – Best Oral Sex Scene, Video – Ass Quake — indicada[2]
- 2007: UK Adult Film and Television Awards – Best Female Performer in an Anal Scene – Cream Bunz — vencedora[3]